# Nekrolog April 2023
Nekrolog
◄◄
| ◄
| 2019
| 2020
| 2021
| 2022
| 2023 | 2024 | 2025
Januar |
Februar |
März |
April |
Mai |
Juni |
Juli |
August |
September |
Oktober |
November |
Dezember 2023
Weitere Ereignisse | Allgemeiner Nekrolog 2023
Die Beschreibung der verstorbenen Person sollte so kurz wie möglich gehalten sein und nur deren signifikante Tätigkeit(en) enthalten.
Neue Namen ggf. auch unter dem Geburts- und Sterbedatum, also etwa unter 1. Januar und im Geburts- und Sterbejahr (2024) eintragen (nur bei entsprechender großer Wichtigkeit). Für Beispiele siehe die schon vorhandenen Artikel.
Außerdem über die fünf zuletzt Verstorbenen, zu denen es einen ausreichend guten Artikel für eine Präsentation auf der Hauptseite gibt, nach der todesbedingten Überarbeitung der Artikel ggf. auch unter Wikipedia Diskussion:Hauptseite informieren und sie am besten auch in den anderen Wikipedia-Sprachversionen eintragen. Tipp: Regelmäßig bei news.google.de nach „ist tot“, „gestorben“ oder „verstorben“ suchen.
Wenn eine Person gestorben ist, gibt es viele Seiten zu dieser Person in der Wikipedia, die davon auch betroffen sind und entsprechend aktualisiert werden müssen. Beispiele: Namenübersichtsseite, Geburtsjahr, Geburtsort-Seiten und viele mehr.
Wie finde ich die betroffenen Seiten?
Im Suchfeld auf der linken Seite gibt man den Suchbegriff so ein: „Vorname Nachname“. Dann klickt man auf Volltext und alle Seiten mit entsprechendem Suchtext werden aufgerufen. Hier sieht man dann schnell, wo auch das Todesjahr Sinn macht oder sogar ein Teil des Artikels angepasst werden muss. Auch hilft das „Werkzeug“ auf der linken Seite sehr gut, um solche Seiten aufzufinden: „Links auf diese Seite“. Somit ist die Wikipedia wieder aktuell in allen Bereichen! Hinweis: bei Eintragung der Kategorie „Gestorben JAHR“ wird der Missbrauchsfilter 49 ausgelöst, was jedoch nicht schlimm ist. Siehe: Spezial:Missbrauchsfilter/49
Dies ist eine Liste von im April 2023 verstorbenen bekannten Persönlichkeiten. Die Einträge erfolgen innerhalb der einzelnen Daten alphabetisch sortiert. Tiere sind im Nekrolog für Tiere zu finden.

## April
Bearbeitungshinweis: Neue Todesfälle bitte absteigend nach Tagen geordnet eintragen. Die Todesfälle desselben Tages bitte in alphabetischer Reihenfolge einfügen.
| Tag       | Name                                   | Beruf, bekannt als                                                                 | Alter | Beleg |
| --------- | -------------------------------------- | ---------------------------------------------------------------------------------- | ----- | ----- |
| 30. April | Franz Berghold                         | österreichischer Mediziner                                                         | 74    |       |
| 30. April | Ralph Boston                           | US-amerikanischer Leichtathlet                                                     | 83    |       |
| 30. April | Angelika Böck                          | deutsche bildende Künstlerin und Kunsttheoretikerin                                | 56    |       |
| 30. April | Tony Doyle                             | britischer Radrennfahrer                                                           | 64    |       |
| 30. April | Andreas Ernemann                       | deutscher Richter                                                                  | 75    |       |
| 30. April | Günter Gamböck                         | deutscher Tischtennisspieler                                                       | 92    |       |
| 30. April | Bärbel Kerkhoff-Hader                  | deutsche Volkskundlerin                                                            | 82    |       |
| 30. April | Sievert Lorenzen                       | deutscher Zoologe                                                                  | 84    |       |
| 30. April | Jochem Poensgen                        | deutscher Glaskünstler                                                             | 91    |       |
| 30. April | Wjatscheslaw „Slawa“ Saizew            | sowjetischer bzw. russischer Modedesigner                                          | 85    |       |
| 30. April | Max Senner                             | deutscher Brauereiunternehmer                                                      | 34    |       |
| 30. April | Thomas Stacy                           | US-amerikanischer Oboist                                                           | 84    |       |
| 30. April | Jock Zonfrillo                         | britischer Fernsehmoderator und Koch                                               | 46    |       |
| 29. April | Peter-Paul Ahrens                      | deutscher Politiker                                                                | 73    |       |
| 29. April | Roger L. Beck                          | britischer Philologe                                                               | ≈85   |       |
| 29. April | Wolfgang Becker                        | deutscher Wirtschaftswissenschaftler                                               | 69    |       |
| 29. April | Adam Brace                             | britischer Dramatiker, Dramaturg und Theaterregisseur                              | 43    |       |
| 29. April | Franz Cohn                             | deutscher Journalist und Publizist                                                 | 96    |       |
| 29. April | Padma Desai                            | indisch-US-amerikanische Wirtschaftswissenschaftlerin                              | 91    |       |
| 29. April | Werner Giese                           | deutscher Veterinärmediziner                                                       | 86    |       |
| 29. April | Herbert Gronen                         | deutscher Fußballspieler                                                           | 79    |       |
| 29. April | Bruno Lüthi                            | Schweizer Physiker                                                                 | 91    |       |
| 29. April | Jim Milan                              | US-amerikanischer Jazzmusiker                                                      | 101   |       |
| 29. April | Wolodymyr Mukan                        | ukrainischer Philologe, Journalist und Soldat                                      | 35    |       |
| 29. April | Nicolae Neagoe                         | rumänischer Bobfahrer                                                              | 81    |       |
| 29. April | Holger Perfort                         | dänischer Schauspieler                                                             | 97    |       |
| 29. April | Don Sebesky                            | US-amerikanischer Jazzmusiker und -komponist                                       | 85    |       |
| 29. April | Mike Shannon                           | US-amerikanischer Baseballspieler                                                  | 83    |       |
| 29. April | Helmut Wulz                            | österreichischer Musiker                                                           | 86    |       |
| 28. April | Anne Allex                             | deutsche Autorin                                                                   | 64    |       |
| 28. April | Tim Bachman                            | kanadischer Gitarrist und Sänger                                                   | 71    |       |
| 28. April | LeRoy Carhart                          | US-amerikanischer Mediziner und Aktivist                                           | 81    |       |
| 28. April | Helge Engelke                          | deutscher Gitarrist                                                                | 61    |       |
| 28. April | Jesús Gómez Cairo                      | kubanischer Musikwissenschaftler und -pädagoge                                     | 73    |       |
| 28. April | Joachim Fiedler                        | deutscher Verkehrsingenieur                                                        | 93    |       |
| 28. April | Jeremy Fox                             | britischer Moderner Fünfkämpfer                                                    | 81    |       |
| 28. April | Ranajit Guha                           | indischer Historiker                                                               | 99    |       |
| 28. April | Dieter Hagedorn                        | deutscher Altphilologe und Papyrologe                                              | 87    |       |
| 28. April | Christoph Kopp                         | deutscher Laufsportveranstaltungsmanager                                           | 75    |       |
| 28. April | Harold S. Kushner                      | US-amerikanischer Rabbiner und Buchautor                                           | 88    |       |
| 28. April | Peter Lilienthal                       | deutscher Filmregisseur                                                            | 95    |       |
| 28. April | Severin Müller                         | deutscher Philosoph                                                                | 80    |       |
| 28. April | Sergio Ottolina                        | italienischer Leichtathlet                                                         | 80    |       |
| 28. April | Franz-Josef Probst                     | deutscher Leichtathletikfunktionär                                                 | 82    |       |
| 28. April | Heinz Ruttloff                         | deutscher Lebensmittelchemiker                                                     | 97    |       |
| 28. April | Horst Stegemeyer                       | deutscher Chemiker                                                                 | 91    |       |
| 28. April | Vincent R. Stewart                     | US-amerikanischer Offizier und Nachrichtendienstler                                | 64    |       |
| 28. April | Wolfgang Viebig                        | deutscher Tischtennisspieler                                                       | 83    |       |
| 28. April | Marianne Wonnay                        | deutsche Politikerin                                                               | 70    |       |
| 27. April | Jean-Paul Costa                        | französischer Jurist                                                               | 81    |       |
| 27. April | Dick Groat                             | US-amerikanischer Baseballspieler                                                  | 92    |       |
| 27. April | Galina Kastel                          | sowjetische bzw. russische Astronomin                                              | 87    |       |
| 27. April | Konstantin Kohler                      | deutscher Geistlicher                                                              | 83    |       |
| 27. April | Giovanni Lombardo Radice               | italienischer Schauspieler                                                         | 68    |       |
| 27. April | Hatto H. Schmitt                       | deutscher Althistoriker                                                            | 93    |       |
| 27. April | Jerry Springer                         | US-amerikanischer Moderator und Politiker                                          | 79    |       |
| 27. April | Olavi Ulm                              | estnischer Radrennfahrer                                                           | 72    |       |
| 27. April | Gertraud Wendlandt                     | deutsche Bildhauerin                                                               | 71    |       |
| 27. April | Franz-Josef Wernze                     | deutscher Unternehmer und Fußballmäzen                                             | 74    |       |
| 27. April | Wiktor Wysoczański                     | polnischer Bischof                                                                 | 84    |       |
| 26. April | Jerry Apodaca                          | US-amerikanischer Politiker                                                        | 88    |       |
| 26. April | Cees Andriessen                        | niederländischer Maler, Grafiker und Zeichner                                      | 83    |       |
| 26. April | Jan Aust                               | deutscher Schauspieler, Theaterregisseur und -intendant                            | 82    |       |
| 26. April | Xaver Bauer                            | deutscher Politiker und Verwaltungsbeamter                                         | 83    |       |
| 26. April | Michel Biron                           | kanadischer Politiker                                                              | 89    |       |
| 26. April | Boris Budnikow                         | sowjetischer Segler                                                                | 81    |       |
| 26. April | Ronnie Cummings                        | US-amerikanischer Aktivist und Buchautor                                           | 76    |       |
| 26. April | Werner Deich                           | deutscher Historiker                                                               | 90    |       |
| 26. April | Cilia van Dijk                         | niederländische Filmproduzentin                                                    | 81    |       |
| 26. April | Peter Eugen Eckes                      | deutscher Unternehmer und Mäzen                                                    | 83    |       |
| 26. April | Guido Feig                             | deutscher Heimatkundler                                                            | 81    |       |
| 26. April | Isidore Fernandes                      | indischer Bischof                                                                  | 76    |       |
| 26. April | Rolf Geffken                           | deutscher Rechtsanwalt, Autor und Verleger                                         | 74    |       |
| 26. April | Heiner Giersberg                       | deutscher Journalist, Synchron- und Hörbuchsprecher                                | 82    |       |
| 26. April | Peter Hertner                          | deutscher Historiker                                                               | 78    |       |
| 26. April | Klaus Kopp                             | deutscher Jurist und Heimatforscher                                                | 85    |       |
| 26. April | Stew Leonard Sr.                       | US-amerikanischer Unternehmer                                                      | 93    |       |
| 26. April | Martin Lönnebo                         | schwedischer Bischof                                                               | 93    |       |
| 26. April | Adalbert Mayer                         | deutscher Geistlicher und Kirchenrechtler                                          | 88    |       |
| 26. April | Manfred Prescher                       | deutscher Journalist, Buchautor und Radiomoderator                                 | 61    |       |
| 26. April | Stina Rautelin                         | finnisch-schwedische Schauspielerin                                                | 59    |       |
| 26. April | Adela Ringuelet                        | argentinische Astrophysikerin und Astronomin                                       | 93    |       |
| 25. April | Frank Agrama                           | ägyptischer Filmproduzent und -regisseur                                           | 93    |       |
| 25. April | Parkash Singh Badal                    | indischer Politiker                                                                | 95    |       |
| 25. April | Klaus Barkowsky                        | deutscher Künstler und Zuhälter                                                    | 69    |       |
| 25. April | Harry Belafonte                        | US-amerikanischer Sänger, Schauspieler, Entertainer und Bürgerrechtler             | 96    |       |
| 25. April | Winfried Bischoff                      | deutsch-britischer Manager                                                         | 81    |       |
| 25. April | Carolyn Bryant Donham                  | US-amerikanische Klägerin                                                          | 88    |       |
| 25. April | Billy Emerson                          | US-amerikanischer Blues-Musiker                                                    | 97    |       |
| 25. April | Elle Freudenberger                     | deutsche Leichtathletin                                                            | 95    |       |
| 25. April | Hanna Johansen                         | Schweizer Schriftstellerin                                                         | 83    |       |
| 25. April | Günther Keckeis                        | österreichischer Politiker                                                         | 83    |       |
| 25. April | Wera Krepkina                          | sowjetische Leichtathletin                                                         | 90    |       |
| 25. April | François Léotard                       | französischer Politiker                                                            | 81    |       |
| 25. April | Alapati Lui Mataeliga                  | samoanischer Erzbischof                                                            | 70    |       |
| 25. April | Bill Miele                             | US-amerikanischer Jazz-Bassist                                                     | 71    |       |
| 25. April | Willi Minich                           | deutscher Fußballspieler                                                           | 89    |       |
| 25. April | Christian Polke                        | deutscher Theologe                                                                 | 42    |       |
| 25 April  | Gerhard Roth                           | deutscher Neurobiologe und Verhaltenspsychologe                                    | 80    |       |
| 25. April | Jean-Philippe Schütz                   | Schweizer Forstwissenschaftler                                                     | 83    |       |
| 25. April | Manfred Weiss                          | deutscher Komponist                                                                | 88    |       |
| 24. April | Eliana Burki                           | Schweizer Musikerin                                                                | 39    |       |
| 24. April | Eric Demunster                         | belgischer Radrennfahrer                                                           | 80    |       |
| 24. April | Fumio Demura                           | japanischer Kampfkünstler und Kampfkunst-Trainer                                   | 84    |       |
| 24. April | Gerd Egloff                            | deutscher Anglist, Didaktiker und Hochschullehrer                                  | 83    |       |
| 24. April | Anton Gerner                           | liechtensteinischer Politiker                                                      | 82    |       |
| 24. April | Albert-Reiner Glaap                    | deutscher Anglist                                                                  | 93    |       |
| 24. April | Roland Henning                         | deutscher Radrennfahrer                                                            | 87    | [ 1 ] |
| 24. April | Dean Holland                           | australischer Jockey                                                               | 34    |       |
| 24. April | Ernst Huberty                          | luxemburgisch-deutscher Sportjournalist und Fernsehmoderator                       | 96    |       |
| 24. April | Hans-Joachim Kornadt                   | deutscher Psychologe                                                               | 95    |       |
| 24. April | Rudi Lenz                              | deutscher Sportfunktionär                                                          | 92    |       |
| 24. April | Ove Krogh Rants                        | dänischer Bahnradsportler                                                          | 96    |       |
| 24. April | Dieter Rathing                         | deutscher Theologe und Bischof                                                     | 66    |       |
| 24. April | Oliver Remien                          | deutscher Rechtswissenschaftler                                                    | 66    |       |
| 24. April | Bertram Schilling                      | deutscher Maler                                                                    | 52    |       |
| 24. April | Georg V. Schneider                     | deutscher Unternehmer                                                              | 95    |       |
| 24. April | Gilbert Ignatius Sheldon               | US-amerikanischer Bischof                                                          | 96    |       |
| 24. April | Ulrich Streeck                         | deutscher Psychiater, Psychotherapeut, Soziologe und Sozialpsychologe              | 79    |       |
| 24. April | Casper R. Taylor Jr.                   | US-amerikanischer Politiker                                                        | 88    |       |
| 24. April | Dietmar Willoweit                      | deutscher Jurist                                                                   | 86    |       |
| 23. April | Anatoli Akentjew                       | sowjetischer bzw. russischer Skilangläufer, Skilanglauftrainer und Sportfunktionär | 82    |       |
| 23. April | Albert Bocklage                        | deutscher Maler und Bildhauer                                                      | 84    |       |
| 23. April | Tori Bowie                             | US-amerikanische Leichtathletin                                                    | 32    |       |
| 23. April | Dieter Bremer                          | deutscher Altphilologe                                                             | 85    |       |
| 23. April | Joseph Jon Bruno                       | US-amerikanischer Bischof                                                          | 76    |       |
| 23. April | Ingrid Dietsch                         | deutsche Bibliothekarin und Autorin                                                | 85    |       |
| 23. April | Joachim Fiebach                        | deutscher Theaterwissenschaftler                                                   | 88    |       |
| 23. April | Robert Forrest-Webb                    | britischer Schriftsteller                                                          | 94    |       |
| 23. April | Franz Förschner                        | deutscher Bibliothekar und Philosoph                                               | 84    |       |
| 23. April | Randor Guy                             | indischer Kolumnist und Filmhistoriker                                             | 85    |       |
| 23. April | Yvonne Jacquette                       | US-amerikanische Malerin                                                           | 88    |       |
| 23. April | Alton H. Maddox Jr.                    | US-amerikanischer Rechtsanwalt                                                     | 77    |       |
| 23. April | Boris Markarow                         | sowjetischer Wasserballspieler                                                     | 88    |       |
| 23. April | Klaus Mättig                           | deutscher Politiker                                                                | 73    |       |
| 23. April | Dale Meeks                             | britischer Schauspieler                                                            | 47    |       |
| 23. April | Rainer Osselmann                       | deutscher Wasserballspieler                                                        | 62    |       |
| 23. April | Robert Ousterhout                      | US-amerikanischer Architekturhistoriker                                            | 73    |       |
| 23. April | Robert Patrick                         | US-amerikanischer Dramatiker                                                       | 85    |       |
| 23. April | Frank Shu                              | chinesisch-US-amerikanischer Astronom                                              | 79    |       |
| 23. April | Thomas Trautner                        | deutscher Biologe                                                                  | 91    |       |
| 22. April | Mudar Badran                           | jordanischer Politiker                                                             | 89    |       |
| 22. April | James Chan Soon Cheong                 | malaysischer Bischof                                                               | 96    |       |
| 22. April | Herb Douglas                           | US-amerikanischer Leichtathlet                                                     | 101   |       |
| 22. April | Len Goodman                            | britischer Tänzer, Tanzrichter und -lehrer                                         | 78    |       |
| 22. April | George Gray                            | amerikanischer Opernsänger (Tenor)                                                 | 75    |       |
| 22. April | Karin Gregorek                         | deutsche Schauspielerin                                                            | 81    |       |
| 22. April | Dennis Edward Groh                     | US-amerikanischer Christlicher Archäologe                                          | 83    |       |
| 22. April | Barry Humphries                        | australischer Schauspieler und Komödiant                                           | 89    |       |
| 22. April | Torben Emil Lynge                      | grönländischer Politiker                                                           | 83    |       |
| 22. April | Alexei Murawljow                       | sowjetischer bzw. russischer Komponist                                             | 98    |       |
| 22. April | Christian Schmidt                      | deutscher Regisseur und Intendant                                                  | 65    |       |
| 22. April | Yvonne Schoper                         | deutsche Wirtschaftsingenieurin und Projektmanagerin                               | 57    |       |
| 22. April | Ramūnas Terleckas                      | litauischer Journalist und Redakteur                                               | 53    |       |
| 22. April | Werner Voigt                           | deutscher Fußballspieler und -trainer                                              | 75    |       |
| 22. April | Clemens Zintzen                        | deutscher Altphilologe                                                             | 92    |       |
| 21. April | Ernő Béres                             | ungarischer Leichtathlet                                                           | 94    |       |
| 21. April | James B. Busey IV.                     | US-amerikanischer Admiral                                                          | 90    |       |
| 21. April | Stanley Deser                          | US-amerikanischer Physiker                                                         | 92    |       |
| 21. April | Werner Huß                             | deutscher Althistoriker                                                            | 86    |       |
| 21. April | David Knollys                          | britischer Politiker und Peer                                                      | 91    |       |
| 21. April | Otto Kolleritsch                       | österreichischer Pianist und Musikwissenschaftler                                  | 89    |       |
| 21. April | Dalia Kuodytė                          | litauische Historikerin und Politikerin                                            | 61    |       |
| 21. April | Emily Meggett                          | US-amerikanische Gemeinschaftsführerin, Köchin und Kochbuchautorin                 | 90    |       |
| 21. April | Ivan Moscovich                         | israelischer Designer und Entwickler                                               | 96    |       |
| 21. April | Ruth Müller-Landauer                   | deutsche Tanzlehrerin                                                              | 93    |       |
| 21. April | Ken Potts                              | US-amerikanischer Weltkriegsveteran                                                | 102   |       |
| 21. April | Ted Richards                           | US-amerikanischer Cartoonist und Comiczeichner                                     | 76    |       |
| 21. April | Juan Carlos Sarnari                    | argentinischer Fußballspieler                                                      | 81    |       |
| 21. April | Kate Saunders                          | britische Schriftstellerin und Schauspielerin                                      | 62    |       |
| 21. April | Juergen Seuss                          | deutscher Typograf, Verleger und Autor                                             | 87    |       |
| 21. April | Mark Stewart                           | britischer Musiker                                                                 | 62    |       |
| 21. April | Claus Wichmann                         | deutscher Politiker                                                                | 60    |       |
| 21. April | Ernst Wilke                            | deutscher Politiker                                                                | 93    |       |
| 20. April | Pamela Chopra                          | indische Playbacksängerin                                                          | 75    |       |
| 20. April | Eike Emrich                            | deutscher Sportsoziologe, -ökonom und Verbandsfunktionär                           | 65    |       |
| 20. April | José Maria „Josep“ Fusté               | spanischer Fußballspieler                                                          | 82    |       |
| 20. April | Salma Khadra Jayyusi                   | palästinensische Schriftstellerin und Übersetzerin                                 | 95–98 |       |
| 20. April | Heinrich Wilhelm Laufhütte             | deutscher Richter                                                                  | 89    |       |
| 20. April | Dieter Magnus                          | deutscher Filmemacher und Umweltkünstler                                           | 85    |       |
| 20. April | Federico Maraschi                      | argentinischer Fußballspieler                                                      | 38    |       |
| 20. April | Nadia Nashir-Karim                     | afghanische Frauenrechtlerin                                                       | 67    |       |
| 20. April | Maria Rank                             | deutsche Dokumentarin                                                              | 97    |       |
| 20. April | John Wright                            | US-amerikanischer Filmeditor                                                       | 79    |       |
| 19. April | Boris Akbaschew                        | russisch-isländischer Handballtrainer                                              | 89    |       |
| 19. April | Franz Biffiger                         | Schweizer Architekt, Jazzpianist und Politiker                                     | 84    |       |
| 19. April | Angelo Carella                         | italienischer Fußballspieler und -trainer                                          | 74    |       |
| 19. April | Walter Demel                           | deutscher Skilangläufer                                                            | 87    |       |
| 19. April | Fritz Fajen                            | deutscher Philologe                                                                | 88    |       |
| 19. April | Hans-Rudolf Feigenwinter               | Schweizer Politiker                                                                | 85    |       |
| 19. April | Ludger Fertmann                        | deutscher Journalist und Dozent                                                    | 72    |       |
| 19. April | Yehonatan Geffen                       | israelischer Liedermacher, Dramatiker, Autor und Journalist                        | 76    |       |
| 19. April | Michael A. Lebowitz                    | US-amerikanischer Ökonom                                                           | 85    |       |
| 19. April | Peter Martin                           | britischer Schauspieler                                                            | 81    |       |
| 19. April | Rolf Mitzner                           | deutscher Chemiker                                                                 | 92    |       |
| 19. April | Moonbin                                | südkoreanischer Musiker                                                            | 25    |       |
| 19. April | Jeremy Nobis                           | US-amerikanischer Skirennläufer                                                    | 52    |       |
| 19. April | Charles-Ferdinand Nothomb              | belgischer Politiker                                                               | 86    |       |
| 19. April | Robert J. O’Neill                      | australischer Offizier und Militärhistoriker                                       | 86    |       |
| 19. April | Elena Pampoulova                       | bulgarische Tennisspielerin                                                        | 50    |       |
| 19. April | Martin Petzold                         | deutscher Opernsänger                                                              | 67    |       |
| 19. April | Richard Riordan                        | US-amerikanischer Politiker                                                        | 92    |       |
| 19. April | Herbert Scheller                       | deutscher Fußballspieler                                                           | 74    |       |
| 19. April | Takeo Shiina                           | japanischer Unternehmer                                                            | 93    |       |
| 19. April | Bud Shuster                            | US-amerikanischer Politiker                                                        | 91    |       |
| 19. April | Dave Wilcox                            | US-amerikanischer American-Football-Spieler                                        | 80    |       |
| 18. April | Amnuay Viravan                         | thailändischer Politiker                                                           | 90    |       |
| 18. April | Bernhard Dressler                      | deutscher Theologe und Religionspädagoge                                           | 76    |       |
| 18. April | Alfred L. Goldberg                     | US-amerikanischer Zellbiologe                                                      | 80    |       |
| 18. April | Pablo González Casanova                | mexikanischer Soziologe                                                            | 101   |       |
| 18. April | Lee Harding                            | australischer Science-Fiction-Autor und Photograph                                 | 86    |       |
| 18. April | Dionys Lehner                          | Schweizer Manager                                                                  | 80    |       |
| 18. April | Don Rader                              | US-amerikanischer Jazztrompeter und Arrangeur                                      | 87    |       |
| 18. April | Albert del Rosario                     | philippinischer Diplomat und Politiker                                             | 83    |       |
| 18. April | Wadym Schewtschenko                    | sowjetisch-ukrainischer Fußballspieler und -schiedsrichter                         | 66    |       |
| 18. April | Ekkehard Schneck                       | deutscher Kirchenmusiker                                                           | 88    |       |
| 18. April | Ajai Singh                             | indischer Militär und Politiker                                                    | 88    |       |
| 18. April | Charles Stanley                        | US-amerikanischer Theologe, Pastor und Autor                                       | 90    |       |
| 18. April | Günter Steen                           | deutscher Schiffbauingenieur und Manager                                           | 84    |       |
| 18. April | Ádám Török                             | ungarischer Jazz-Flötist                                                           | 75    |       |
| 18. April | Amnuay Viravan                         | thailändischer Politiker                                                           | 90    |       |
| 17. April | Abd al-Wahhab bin Ibrahim Abu Sulaiman | saudischer Theologe                                                                | ≈86   |       |
| 17. April | Oleh Barna                             | ukrainischer Politiker                                                             | 55    |       |
| 17. April | Brigitta Benzing                       | deutsche Ethnologin und Afrikanistin                                               | 81    |       |
| 17. April | Bob Berry                              | US-amerikanischer American-Football-Spieler                                        | 81    |       |
| 17. April | Ivan Conti                             | brasilianischer Schlagzeuger                                                       | 76    |       |
| 17. April | Normand David                          | kanadischer Ornithologe                                                            | 78    |       |
| 17. April | Wiktorija Diwak                        | russische Handballspielerin                                                        | 29    |       |
| 17. April | Rachel Galun                           | israelische Entomologin                                                            | 97    |       |
| 17. April | Baldur Kirchner                        | deutscher Vortragsredner und Buchautor                                             | 83    |       |
| 17. April | Lázár Lovász                           | ungarischer Leichtathlet                                                           | 80    |       |
| 17. April | James Melcher                          | US-amerikanischer Fechter und Fondsmanager                                         | 84    |       |
| 17. April | Ernst Oberaigner                       | österreichischer Skirennläufer                                                     | 90    |       |
| 17. April | Julio de Santa Ana                     | uruguayischer Befreiungstheologe                                                   | 88    |       |
| 17. April | Pawel Schkapenko                       | sowjetischer bzw. ukrainischer Fußballspieler                                      | 50    |       |
| 17. April | Algimantas Vladas Stasiukynas          | litauischer Politiker und Manager                                                  | 79    |       |
| 17. April | April Stevens                          | US-amerikanische Sängerin                                                          | 93    |       |
| 16. April | Gary Eddy                              | australischer Leichtathlet                                                         | 78    |       |
| 16. April | Ahmad Jamal                            | US-amerikanischer Jazz-Pianist und Komponist                                       | 92    |       |
| 16. April | Weniamin Beresinski                    | sowjetischer bzw. russischer Physiker                                              | 88    |       |
| 16. April | Wolfgang Günther                       | deutscher Motorsportler                                                            | 85    |       |
| 16. April | Guli Hamroyeva                         | usbekisch-sowjetischer Ballettkünstlerin und Pädagogin                             | 76    |       |
| 16. April | Cesare Marchetti                       | italienischer Physiker und Systemanalyst                                           | 95    |       |
| 16. April | Antônio Celso Queiroz                  | brasilianischer Bischof                                                            | 89    |       |
| 16. April | Bernice Rose                           | US-amerikanische Kunstausstellungskuratorin und Historikerin                       | 87    |       |
| 16. April | Wolfgang Sprekels                      | deutscher Zahnarzt                                                                 | 78    |       |
| 16. April | Gregorios Elias Tabé                   | türkisch-syrischer Erzbischof                                                      | 82    |       |
| 16. April | Manfred Wagner                         | deutscher Zeichner und Architekt                                                   | 89    |       |
| 15. April | Gustavo „Pompo“ Aguado                 | venezolanischer Sänger und Bandleader                                              | 78    |       |
| 15. April | Atiq Ahmed                             | indischer Krimineller und Politiker                                                | 60    |       |
| 15. April | Peter Badie                            | US-amerikanischer Jazz- und Rhythm-&-Blues-Musiker                                 | 97    |       |
| 15. April | Barbara Baum                           | deutsche Kostümbildnerin                                                           | 78    |       |
| 15. April | Erhard S. Gerstenberger                | deutscher Theologe                                                                 | 90    |       |
| 15. April | Lukas Handschin                        | Schweizer Jurist                                                                   | 64    |       |
| 15. April | Peter Hauswald                         | deutscher Politiker                                                                | 74    |       |
| 15. April | Frances Beatrice Marshoff              | südafrikanische Politikerin                                                        | 65    |       |
| 15. April | Wilfried Naegeli                       | Schweizer Arzt und Politiker                                                       | 91    |       |
| 15. April | Faith Thomas                           | australische Cricketspielerin                                                      | 90    |       |
| 15. April | Francisco Viti                         | angolanischer Erzbischof                                                           | 89    |       |
| 15. April | Thomas Wulffen                         | deutscher Kunstkritiker, Journalist und Kurator                                    | 69    |       |
| 14. April | Egil Abrahamsen                        | norwegischer Schiffsingenieur und Geschäftsmann                                    | 100   |       |
| 14. April | Dominik Bender                         | deutscher Schauspieler, Regisseur und Fotograf                                     | 66    |       |
| 14. April | Irma Blank                             | deutsch-italienische Malerin und Grafikerin                                        | 88    |       |
| 14. April | Bob Gusch                              | US-amerikanischer Jazzmusiker                                                      | ≈72   |       |
| 14. April | Ernesto G. Bade                        | deutsch-argentinischer Pathologe                                                   | 86    |       |
| 14. April | Cliff Fish                             | britischer E-Bassist                                                               | 73    |       |
| 14. April | Steve Gnitka                           | US-amerikanischer Gitarrist                                                        | 69    |       |
| 14. April | Achim Großmann                         | deutscher Politiker                                                                | 75    |       |
| 14. April | Dietrich Klimetzek                     | deutscher Biologe                                                                  | 78    |       |
| 14. April | Ed Koren                               | US-amerikanischer Schriftsteller, Kinderbuchillustrator und Cartoonist             | 87    |       |
| 14. April | Peter Lin Jia-shan                     | chinesischer Bischof                                                               | 88    |       |
| 14. April | Boto Märtin                            | deutscher Pflanzenbauwissenschaftler                                               | 95    |       |
| 14. April | Murray Melvin                          | britischer Schauspieler                                                            | 90    |       |
| 14. April | Denis Pierard                          | belgischer Comiczeichner                                                           | 81    |       |
| 14. April | Abel Posse                             | argentinischer Diplomat und Schriftsteller                                         | 89    |       |
| 14. April | Hans Erich Riedel                      | deutscher Physikdidaktiker                                                         | 84    |       |
| 14. April | Vladimir Scheffer                      | US-amerikanischer Mathematiker                                                     | 72    |       |
| 14. April | Mark Sheehan                           | irischer Gitarrist                                                                 | 46    |       |
| 14. April | James M. Skibo                         | US-amerikanischer Archäologe                                                       | 62    |       |
| 14. April | Günther Steeb                          | deutscher Volkswirt und Politiker                                                  | 91    |       |
| 14. April | Garn Stephens                          | US-amerikanische Schauspielerin                                                    | 78    |       |
| 14. April | George Verwer                          | US-amerikanischer Missionar und NGO-Gründer                                        | 84    |       |
| 14. April | Karl Welunschek                        | österreichischer Theaterregisseur                                                  | 67    |       |
| 14. April | Heinz B. Wiggers                       | deutscher Kaufmann und Archäologe                                                  | 78    |       |
| 13. April | Rodney Bagley                          | US-amerikanischer Ingenieur                                                        | 88    |       |
| 13. April | Craig Breen                            | irischer Rallye-Fahrer                                                             | 33    |       |
| 13. April | Hans-Ullrich Gallwas                   | deutscher Rechtswissenschaftler und Autor                                          | 88    |       |
| 13. April | Fred Gehler                            | deutscher Filmpublizist                                                            | 86    |       |
| 13. April | Julia Ituma                            | italienische Volleyballspielerin                                                   | 18    |       |
| 13. April | Eberhard W. Kornfeld                   | Schweizer Kunsthändler                                                             | 99    |       |
| 13. April | Armindo Soares Mariano                 | indonesisch-osttimoresischer Politiker                                             | 76    |       |
| 13. April | Mary Quant                             | britische Modedesignerin                                                           | 93    |       |
| 13. April | Wilhelm Romatzeck                      | deutscher Brigadegeneral                                                           | 83    |       |
| 13. April | Barbara Schenker                       | deutsche Musikerin                                                                 | 56    |       |
| 13. April | Helen Thorington                       | US-amerikanische Komponistin und Klangkünstlerin                                   | 94    |       |
| 13. April | Mike Zettel                            | kanadischer Eishockeyspieler und -trainer                                          | 69    |       |
| 13. April | Thubten Zopa                           | nepalesischer Lama                                                                 | 76    |       |
| 12. April | Klaus Ammann                           | Schweizer Botaniker                                                                | 82    |       |
| 12. April | Ivo Babuška                            | tschechisch-US-amerikanischer Mathematiker                                         | 97    |       |
| 12. April | Dieter Bierbaum                        | deutscher Stadionsprecher                                                          | 80    |       |
| 12. April | Gail Christian                         | US-amerikanische Journalistin                                                      | 83    |       |
| 12. April | Ambra Danon                            | italienische Kostümbildnerin                                                       | 75    |       |
| 12. April | Jacques Gaillot                        | französischer Bischof                                                              | 87    |       |
| 12. April | Franz Paul Gruber                      | deutscher Veterinär                                                                | 80    |       |
| 12. April | Jürgen Hinrichs                        | deutscher Politiker                                                                | 89    |       |
| 12. April | Ivan I. Mueller                        | US-amerikanischer Geodät                                                           | 93    |       |
| 12. April | Senan Louis O’Donnell                  | irisch-nigerianischer Bischof                                                      | 96    |       |
| 12. April | Keshub Mahindra                        | indischer Unternehmer                                                              | 99    |       |
| 12. April | Werner Rautenberg                      | deutscher Tennisspieler                                                            | 87    |       |
| 12. April | Wolfgang Ritzdorf                      | deutscher Sportwissenschaftler und Leichtathletiktrainer                           | 68    |       |
| 12. April | Jeffrey B. Russell                     | US-amerikanischer Historiker und Religionswissenschaftler                          | 88    |       |
| 12. April | Jah Shaka                              | jamaikanisch-britischer Musiker                                                    | 75    |       |
| 12. April | Elvira Sorohan                         | rumänische Historikerin und Literaturkritikerin                                    | 88    |       |
| 12. April | Megan Terry                            | US-amerikanische Dramatikerin                                                      | 90    |       |
| 11. April | John Britton                           | US-amerikanischer Badmintonspieler                                                 | 70    |       |
| 11. April | Jessica Burstein                       | US-amerikanische Fotografin                                                        | 76    |       |
| 11. April | Wilfried Fischer                       | deutscher Dirigent und Musikpädagoge                                               | 84    |       |
| 11. April | Günter Hammerschmidt                   | deutscher Heimatforscher                                                           | 91    |       |
| 11. April | Emlain Kabua                           | Künstlerin und Präsidentengattin der Marshallinseln                                | 95    |       |
| 11. April | Lotti Krekel                           | deutsche Schauspielerin und Sängerin                                               | 81    |       |
| 11. April | Carol Locatell                         | US-amerikanische Schauspielerin                                                    | 82    |       |
| 11. April | Jerry Mander                           | US-amerikanischer Aktivist und Buchautor                                           | 86    |       |
| 11. April | Jim McManus                            | britischer Schauspieler                                                            | 82    |       |
| 11. April | Edward H. Meyer                        | US-amerikanischer Manager                                                          | 96    |       |
| 11. April | Stanislaw Mitin                        | russischer Drehbuchautor, Film- und Theaterregisseur                               | 72    |       |
| 11. April | Dana Němcová                           | tschechische Bürgerrechtlerin                                                      | 89    |       |
| 11. April | John Olsen                             | australischer Maler                                                                | 95    |       |
| 11. April | Rosalba Oxandabarat                    | uruguayische Journalistin und Kritikerin                                           | 78    |       |
| 11. April | Meir Shalev                            | israelischer Schriftsteller                                                        | 74    |       |
| 11. April | Otto Speck                             | deutscher Sonderpädagoge                                                           | 97    |       |
| 11. April | Helmut Weinberger                      | österreichischer Politiker                                                         | 91    |       |
| 11. April | Albrecht Wezler                        | deutscher Indologe                                                                 | 85    |       |
| 10. April | Mohamed Benkreira                      | algerisch-kanadischer Handballtrainer                                              | 67–68 |       |
| 10. April | Peter Brand                            | deutscher Kameramann                                                               | 85    |       |
| 10. April | Jane Davis Doggett                     | US-amerikanische Grafikerin                                                        | 93    |       |
| 10. April | Al Jaffee                              | US-amerikanischer Cartoonist                                                       | 102   |       |
| 10. April | Stefan Karwiese                        | österreichischer Klassischer Archäologe und Numismatiker                           | 81    |       |
| 10. April | Pierre Lacotte                         | französischer Balletttänzer und Choreograf                                         | 91    |       |
| 10. April | Herbert Limmer                         | deutscher Diplomat                                                                 | 92    |       |
| 10. April | Anne Perry                             | britische Schriftstellerin                                                         | 84    |       |
| 10. April | Fernando Sánchez Dragó                 | spanischer Schriftsteller und Journalist                                           | 86    |       |
| 10. April | Raymond Sawada                         | kanadischer Eishockeyspieler                                                       | 38    |       |
| 10. April | Alfred Schlosser                       | österreichischer Bildhauer                                                         | 94    |       |
| 10. April | Christoph Schweiger                    | deutscher Sportkletterer                                                           | 21    |       |
| 10. April | Drago Tršar                            | slowenischer Bildhauer                                                             | 95    |       |
| 9. April  | Norbert Bannert                        | deutscher Arzt                                                                     | 88    |       |
| 9. April  | Karl Berger                            | deutscher Jazzmusiker                                                              | 88    |       |
| 9. April  | Valter Dešpalj                         | kroatischer Musiker                                                                | 75    |       |
| 9. April  | Bernd J. Diebner                       | deutscher Theologe                                                                 | 83    |       |
| 9. April  | Julián Figueroa                        | mexikanischer Singer-Songwriter und Schauspieler                                   | 27    |       |
| 9. April  | Ettore Fiorini                         | italienischer Physiker                                                             | 89    |       |
| 9. April  | Jacob Murre                            | niederländischer Mathematiker                                                      | 93    |       |
| 9. April  | Richard Ng                             | chinesischer Schauspieler                                                          | 83    |       |
| 9. April  | Huub Oosterhuis                        | niederländischer Theologe und Dichter                                              | 89    |       |
| 9. April  | Andrew Phillips                        | britischer Rechtsanwalt und Politiker                                              | 84    |       |
| 9. April  | Valda Setterfield                      | US-amerikanische Tänzerin und Schauspielerin                                       | 88    |       |
| 9. April  | Kiichi Sumikawa                        | japanischer Bildhauer                                                              | 91    |       |
| 9. April  | James Clifford Timlin                  | US-amerikanischer Bischof                                                          | 95    |       |
| 9. April  | Wiebke Walther                         | deutsche Arabistin, Islamwissenschaftlerin und Übersetzerin                        | 87    |       |
| 9. April  | Regina Wollmann                        | deutsche Äbtissin                                                                  | 82    |       |
| 8. April  | Bola Ajibola                           | nigerianischer Jurist                                                              | 89    |       |
| 8. April  | Detlef Bluhm                           | deutscher Schriftsteller, Buchhändler und Verleger                                 | 69    |       |
| 8. April  | Eilke Brigitte Helm                    | deutsche Medizinerin und AIDS-Forscherin                                           | 86    |       |
| 8. April  | Elizabeth Hubbard                      | US-amerikanische Schauspielerin                                                    | 89    |       |
| 8. April  | Michael Lerner                         | US-amerikanischer Schauspieler                                                     | 81    |       |
| 8. April  | Kenneth McAlpine                       | britischer Automobilrennfahrer                                                     | 102   |       |
| 8. April  | Andreas K. W. Meyer                    | deutscher Musikdramaturg und -publizist                                            | 64    |       |
| 8. April  | Judith Miller                          | britische Antiquitätenexpertin, Sachbuchautorin und Fernsehmoderatorin             | 71    |       |
| 8. April  | Elke Peters                            | deutsche Filmproduzentin                                                           | 77    |       |
| 8. April  | Hallbjørn Rønning                      | norwegischer Schauspieler                                                          | 72    |       |
| 8. April  | Otto Thomas Solbrig                    | argentinischer Evolutionsbiologe                                                   | 92    |       |
| 8. April  | Norman H. Stahl                        | US-amerikanischer Richter                                                          | 92    |       |
| 7. April  | Ian Bairnson                           | britischer Musiker                                                                 | 69    |       |
| 7. April  | Charles-James N. Bailey                | US-amerikanischer Sprachwissenschaftler und Hochschullehrer                        | 96    |       |
| 7. April  | Larissa Bergen                         | sowjetische Volleyballspielerin                                                    | 73    |       |
| 7. April  | Hannelore Bollmann                     | deutsche Filmschauspielerin                                                        | 97    |       |
| 7. April  | Philippe Bouvatier                     | französischer Radrennfahrer                                                        | 58    |       |
| 7. April  | Wolfgang Denk                          | österreichischer Künstler und Museumsleiter                                        | 75    |       |
| 7. April  | Kalamandalam Devaki                    | indische Tänzerin und Sängerin                                                     | 76    |       |
| 7. April  | Benjamin Ferencz                       | US-amerikanischer Jurist                                                           | 103   |       |
| 7. April  | Carl Fischer                           | US-amerikanischer Fotograf                                                         | 98    |       |
| 7. April  | Aenne Franz                            | deutsche Mundartschriftstellerin                                                   | 99    |       |
| 7. April  | Prabir Ghosh                           | indischer Autor und Bürgerrechtler                                                 | 78    |       |
| 7. April  | Bruce Haigh                            | australischer Diplomat                                                             | 77    |       |
| 7. April  | Kidd Jordan                            | US-amerikanischer Jazz- und R&B-Musiker                                            | 87    |       |
| 7. April  | Elisabeth Kopp                         | Schweizer Politikerin                                                              | 86    |       |
| 7. April  | Chris Lange                            | Schweizer Gitarrist                                                                | 81    |       |
| 7. April  | Harry Lorayne                          | US-amerikanischer Gedächtnistrainer, Zauberkünstler und Autor                      | 96    |       |
| 7. April  | Otto-Werner Marquardt                  | deutscher Agrarwissenschaftler und Verbandsfunktionär                              | 78    |       |
| 7. April  | Peter Matthews                         | britischer Linguist                                                                | 89    |       |
| 7. April  | Steve H. Murdock                       | US-amerikanischer Soziologe                                                        | 74    |       |
| 7. April  | Marie-Claire Olivia                    | Schweizer Filmschauspielerin                                                       | 91    |       |
| 7. April  | Rachel Pollack                         | US-amerikanische Science-Fiction- und Esoterik-Autorin                             | 77    |       |
| 7. April  | Gareth Richards                        | britischer Comedian                                                                | 43    |       |
| 7. April  | DeWitt Sage                            | US-amerikanischer Filmproduzent, Drehbuchautor und Filmregisseur                   | 80    |       |
| 7. April  | Rudolf Schipp                          | deutscher Zoologe                                                                  | 84    |       |
| 7. April  | Charles Scriver                        | kanadischer Kinderarzt und Genetiker                                               | 92    |       |
| 7. April  | Eugen Tschanun                         | deutscher Akkordeonist, Orchesterleiter und Musikpädagoge                          | 93    |       |
| 7. April  | James W. Valentine                     | US-amerikanischer Geologe, Biologe und Paläontologe                                | 96    |       |
| 7. April  | Lasse Wellander                        | schwedischer Gitarrist und Musikproduzent                                          | 70    |       |
| 7. April  | Wolfgang Wild                          | deutscher Kernphysiker und Politiker                                               | 92    |       |
| 6. April  | Harrison Bankhead                      | US-amerikanischer Jazz-Bassist                                                     | 68    |       |
| 6. April  | Jürgen Basedow                         | deutscher Rechtswissenschaftler                                                    | 74    |       |
| 6. April  | Paul Cattermole                        | britischer Sänger und Schauspieler                                                 | 46    |       |
| 6. April  | George Whipple Clark                   | US-amerikanischer Astrophysiker                                                    | 94    |       |
| 6. April  | Gerhart Drews                          | deutscher Mikrobiologe                                                             | 97    |       |
| 6. April  | Malika El Aroud                        | marokkanische Internet-Islamistin                                                  | 64    |       |
| 6. April  | Uwe Erich                              | deutscher Fußballspieler                                                           | 85    |       |
| 6. April  | Nora Forster                           | deutsch-britische Musikpromoterin                                                  | 80    |       |
| 6. April  | Björn Herrmann                         | deutscher Autor                                                                    | 49    |       |
| 6. April  | Ingvar Hirdwall                        | schwedischer Schauspieler                                                          | 88    |       |
| 6. April  | Damian Imöhl                           | deutscher Journalist                                                               | 53    |       |
| 6. April  | Walter Jasper                          | deutscher Hörfunkreporter                                                          | 80    |       |
| 6. April  | Hobie Landrith                         | US-amerikanischer Baseballspieler                                                  | 93    |       |
| 6. April  | Henry Makowski                         | deutscher Naturkundler                                                             | 95    |       |
| 6. April  | Nei Paulo Moretto                      | brasilianischer Bischof                                                            | 86    |       |
| 6. April  | Josep Piqué                            | spanischer Politiker und Ökonom                                                    | 68    |       |
| 6. April  | Norman Reynolds                        | britischer Filmarchitekt                                                           | 89    |       |
| 6. April  | Mimi Sheraton                          | US-amerikanische Restaurantkritikerin und Buchautorin                              | 97    |       |
| 6. April  | Hartmut Soell                          | deutscher Historiker und Politiker                                                 | 84    |       |
| 6. April  | Manfred Stenzel                        | deutscher Schmuck- und Metallgestalter                                             | 84    |       |
| 6. April  | Taeko Tomioka                          | japanische Dichterin, Schriftstellerin und Kritikerin                              | 87    |       |
| 6. April  | Konrad Zilch                           | deutscher Bauingenieur                                                             | 78    |       |
| 5. April  | Carsten Ahrens                         | deutscher Kunsthistoriker                                                          | 61    |       |
| 5. April  | Albert Edward Baharagate               | ugandischer Bischof                                                                | 93    |       |
| 5. April  | Alfred N. Becker                       | Schweizer Unternehmer                                                              | 84    |       |
| 5. April  | Bill Butler                            | US-amerikanischer Kameramann                                                       | 101   |       |
| 5. April  | Paul Dundas                            | britischer Indologe                                                                | 70    |       |
| 5. April  | Bernard Ford                           | britischer Eiskunstläufer, -trainer und -choreograph                               | 75    |       |
| 5. April  | Reinhard Gerer                         | österreichischer Koch                                                              | 69    |       |
| 5. April  | Sergio Gori                            | italienischer Fußballspieler                                                       | 77    |       |
| 5. April  | Dusko Goykovich                        | jugoslawischer bzw. serbischer Jazztrompeter                                       | 91    |       |
| 5. April  | Masanori Hata                          | japanischer Zoologe und Essayist                                                   | 87    |       |
| 5. April  | Cedric Henderson                       | US-amerikanischer Basketballspieler                                                | 57    |       |
| 5. April  | Walter Kratner                         | österreichischer Künstler                                                          | 69    |       |
| 5. April  | Jo Kuehn                               | österreichischer Maler, Grafiker und Scherenschnittkünstler                        | 77    |       |
| 5. April  | Leon Livine                            | US-amerikanischer Unternehmer und Philanthrop                                      | 85    |       |
| 5. April  | Sudhir Naik                            | indischer Cricketspieler                                                           | 78    |       |
| 5. April  | Booker Newberry III                    | US-amerikanischer Sänger und Keyboarder                                            | 67    |       |
| 5. April  | Hans-Joachim Pfaff                     | deutscher Ministerialbeamter                                                       | 81    |       |
| 5. April  | Ulf Posé                               | deutscher Hörfunk- und Fernsehmoderator, Autor und Wirtschaftsethiker              | 75    |       |
| 5. April  | Alan Ramsbottom                        | britischer Radrennfahrer                                                           | 86    |       |
| 5. April  | Reinhold Ruthe                         | deutscher Theologe, Seelsorger und Autor                                           | 95    |       |
| 5. April  | Evamarie Sander                        | deutsche Phytopathologin und -virologin                                            | 94    |       |
| 5. April  | Dieter Stöffler                        | deutscher Geologe und Mineraloge                                                   | 83    |       |
| 5. April  | Alfons Zschockelt                      | deutscher Richter und Jazzmusiker                                                  | 88    |       |
| 4. April  | Rosmarie Beier-de Haan                 | deutsche Historikerin                                                              | 69    |       |
| 4. April  | Craig Breedlove                        | US-amerikanischer Automobilrennfahrer                                              | 86    |       |
| 4. April  | Jean-Paul Capitani                     | französischer Verleger                                                             | 78    |       |
| 4. April  | Franco Carpanelli                      | italienischer Architekt                                                            | 99    |       |
| 4. April  | Yves Chamberland                       | französischer Tonmeister und Musikproduzent                                        | 90    |       |
| 4. April  | Renato Costa                           | brasilianischer Fußballspieler                                                     | 75    |       |
| 4. April  | Benedikt Eppelsheim                    | deutscher Holzblasinstrumentenbauer                                                | 55    |       |
| 4. April  | Otto-Herman Frey                       | deutscher Prähistoriker                                                            | 93    |       |
| 4. April  | Andrés García                          | dominikanischer Schauspieler                                                       | 81    |       |
| 4. April  | Harald Hofmann                         | deutscher Jurist und Diplomat                                                      | 90    |       |
| 4. April  | Carl Theodor Hütterott                 | deutscher Schulmusiker und Komponist                                               | 97    |       |
| 4. April  | Birger Jensen                          | dänischer Fußballspieler                                                           | 72    |       |
| 4. April  | Bob Lee                                | US-amerikanischer Unternehmer                                                      | 43    |       |
| 4. April  | Claus Müller                           | deutscher Journalist und Sportmoderator                                            | 61    |       |
| 4. April  | Gino Sambuco                           | US-amerikanischer Geiger                                                           | 92    |       |
| 4. April  | Maria Sebaldt                          | deutsche Schauspielerin                                                            | 92    |       |
| 4. April  | Bill Snodgrass                         | US-amerikanischer Arrangeur und Komponist                                          | 77    |       |
| 4. April  | Hermann Straßner                       | deutscher Fußballspieler                                                           | 77    |       |
| 4. April  | Sven Walser                            | deutscher Schauspieler                                                             | 59    |       |
| 4. April  | Billy Waugh                            | US-amerikanischer Armee- und Nachrichtendienstoffizier                             | 93    |       |
| 3. April  | Neal Boenzi                            | US-amerikanischer Fotojournalist                                                   | 97    |       |
| 3. April  | Mario Božić                            | bosnischer Fußballspieler                                                          | 39    |       |
| 3. April  | Roberto Camagni                        | italienischer Wirtschaftswissenschaftler                                           | 76    |       |
| 3. April  | Nico Cirasola                          | italienischer Kulturschaffender und Filmregisseur                                  | 71    |       |
| 3. April  | Steve Eckels                           | US-amerikanischer Jazzgitarrist                                                    | 67    |       |
| 3. April  | David Finfer                           | US-amerikanischer Filmeditor                                                       | 80    |       |
| 3. April  | Greg Francis                           | kanadischer Basketballspieler und -trainer                                         | 48    |       |
| 3. April  | Gerhard Fuchs                          | deutscher Historiker                                                               | 94    |       |
| 3. April  | Dorottya Géczy                         | ungarische Schauspielerin                                                          | 91    |       |
| 3. April  | Karl-Heinz Golzio                      | deutscher Religionswissenschaftler                                                 | 76    |       |
| 3. April  | Karl Jug                               | deutscher Theoretischer Chemiker                                                   | 83    |       |
| 3. April  | Rena Koumioti                          | griechische Sängerin                                                               | 74    |       |
| 3. April  | Jane LaTour                            | US-amerikanische Gewerkschaftsaktivistin, Journalistin und Autorin                 | 76    |       |
| 3. April  | Nigel Lawson                           | britischer Politiker und Peer                                                      | 91    |       |
| 3. April  | Walter Moser                           | Schweizer Architekt                                                                | 91    |       |
| 3. April  | Gershon Rorich                         | südafrikanischer Beachvolleyballspieler                                            | 49    |       |
| 3. April  | Norbert Sobbe                          | deutscher Fußballspieler                                                           | 69    |       |
| 3. April  | Galarrwuy Yunupingu                    | australischer Elder der Aborigines, Politiker, Sänger, Songwriter und Gitarrist    | 74    |       |
| 2. April  | José Jovêncio Balestieri               | brasilianischer Bischof                                                            | 83    |       |
| 2. April  | Stefan Berger                          | deutscher Chemiker                                                                 | 76    |       |
| 2. April  | Heinrich Bonnenberg                    | deutscher Energie- und Umweltingenieur                                             | 84    |       |
| 2. April  | Salim Durani                           | indischer Cricketspieler                                                           | 88    |       |
| 2. April  | Friedrich Bay                          | deutscher Biologe und Biologiedidaktiker                                           | 82    |       |
| 2. April  | Judy Farrell                           | US-amerikanische Schauspielerin                                                    | 84    |       |
| 2. April  | Klaus Güthlein                         | deutscher Kunsthistoriker                                                          | 80    |       |
| 2. April  | Pedro Lavirgen                         | spanischer Opernsänger                                                             | 92    |       |
| 2. April  | Butch Miller                           | neuseeländischer Wrestler                                                          | 78    |       |
| 2. April  | Wilfried Neugebauer                    | deutscher Fachbuchautor (Wirtschaftslehre)                                         | ≈90   |       |
| 2. April  | Hans Edvard Nørregård-Nielsen          | dänischer Journalist und Kunsthistoriker                                           | 78    |       |
| 2. April  | Veronika Petrovici                     | rumänisch-deutsche plastische Chirurgin                                            | 88    |       |
| 2. April  | Seymour Stein                          | US-amerikanischer Musikproduzent und Labelbetreiber                                | 80    |       |
| 2. April  | Wladlen Tatarski                       | russischer Militärblogger                                                          | 40    |       |
| 1. April  | Lúcio Ignácio Baumgaertner             | brasilianischer Erzbischof                                                         | 91    |       |
| 1. April  | Kwame Brathwaite                       | US-amerikanischer Fotojournalist und Aktivist                                      | 85    |       |
| 1. April  | Ken Buchanan                           | britischer Boxer                                                                   | 77    |       |
| 1. April  | Hugh Christopher Budd                  | britischer Bischof                                                                 | 85    |       |
| 1. April  | Dario Campeotto                        | dänischer Sänger, Schauspieler und Entertainer                                     | 84    |       |
| 1. April  | Gerhard Clement                        | deutscher Fußballspieler                                                           | 84    |       |
| 1. April  | Johann Ettmayer                        | österreichischer Fußballspieler                                                    | 76    |       |
| 1. April  | Eva Fischer                            | österreichische Autorin und Künstlerin                                             | ≈71   |       |
| 1. April  | Paul Hoffacker                         | deutscher Jurist, Akademiedirektor und Politiker                                   | 92    |       |
| 1. April  | Luo Zhijun                             | chinesischer Politiker                                                             | 72    |       |
| 1. April  | Klaus Müller                           | deutscher Jurist und Politiker                                                     | 79    |       |
| 1. April  | Albert Ndele                           | kongolesischer Politiker                                                           | 92    |       |
| 1. April  | Włodzimierz Schmidt                    | polnischer Schachspieler                                                           | 79    |       |
| 1. April  | Arnold Schmitt                         | deutscher Politiker                                                                | 68    |       |
| 1. April  | Alicia Shepard                         | US-amerikanische Journalistin, Medienkritikerin und Autorin                        | 69    |       |
| 1. April  | Klaus Teuber                           | deutscher Spieleautor                                                              | 70    |       |
| 1. April  | Heinz Wersdörfer                       | deutscher Diplomat                                                                 | 98    |       |

### Datum unbekannt
| Zeitangabe                          | Name                  | Beruf, bekannt als                             | Alter | Beleg |
| ----------------------------------- | --------------------- | ---------------------------------------------- | ----- | ----- |
| Nacht vom 8. April auf den 9. April | George Meyer-Goll     | deutscher Schauspieler und Musiker             | 74    |       |
| Tod bekannt gegeben am 11. April    | Freddie Scappaticci   | irischer Bauarbeiter                           | 76    |       |
| zwischen 9. April und 12. April     | Radoslav Kunzo        | slowakischer Fußballspieler                    | 48    |       |
| Tod bekannt gegeben am 7. April     | Digno Marcelino Pérez | kubanischer Sänger                             | 86    |       |
| April                               | Alexander Abercrombie | britischer Pianist, Komponist und Mathematiker | ≈73   |       |